# Élisabeth Gassiat
Élisabeth Gassiat, née Élisabeth Granier le 8 mai 1961 à Paris, est une mathématicienne française, spécialiste de statistique. 
Professeure à l'Université Paris-Saclay, ses recherches portent sur les données structurées et modèles à variable latente, la statistique en grande dimension et la théorie du codage sur des alphabets dénombrables.

## Biographie
Élisabeth Granier naît à Paris en 1961 et se passionne très tôt pour les mathématiques, notamment grâce aux mathématiques modernes : elle sait qu'elle souhaite faire de la recherche en mathématiques,,. Après des classes préparatoires au lycée Louis-le-Grand, elle intègre l'école polytechnique en 1980 et complète sa formation avec un DEA de statistiques. Elle soutient en 1988 une thèse de doctorat en mathématiques à l'université Paris 11 intitulée « Déconvolution aveugle », sous la direction de Didier Dacunha-Castelle. D'abord nommée maîtresse de conférences à l'université Paris Sud, elle rejoint l'université d'Évry après avoir soutenu une habilitation à diriger des recherches en tant que professeure en 1993. Elle forme et accompagne de nombreuses personnes jusqu'au doctorat. Professeure à l'université Paris-Saclay à partir de 1998, elle est de 2015 à 2019 directrice du Département et du laboratoire de mathématiques d'Orsay.
Son expertise est sollicitée à plusieurs reprises pour faire partie de comités scientifiques universitaires et de prix scientifiques. Elle est par exemple membre du Conseil scientifique de l'École normale supérieure de Paris, chargé d'en définir la politique pédagogique et scientifique. Depuis 2019, elle est membre du comité éditorial de la revue I.E.E.E Transactions on Information Theory.

## Travaux
Les recherches d'Élisabeth Gassiat portent sur l'information, l'incertitude et l'apprentissage en statistique,. Elle développe des études portant sur l'apprentissage statistique, les statistiques non paramétriques, les modèles de mélange et de Markov caché, l'inférence bayésienne et la théorie du codage. Ses contributions concernent aussi bien la théorie statistique que les applications, en particulier sur la quantification de l'héritabilité à partir de données génomiques.  
Dans son livre Codage universel, elle a développé une théorie du codage sans perte pour les alphabets dénombrables où il est connu qu’il n’existe pas de code universel. En particulier elle a défini des classes de sources pour lesquelles on peut construire des codages adaptatifs (i.e. réalisant le taux de compression optimal sur chaque classe simultanément). Ce livre met en lumière  des liens profonds entre le codage sans perte issu de la théorie de l'information et le problème d'identification d'ordre par sélection de modèles en statistique. Selon le mathématicien Dumitru Stanomir, il s'agit d'« un excellent ouvrage de référence » sur certains aspects importants dans le domaine de la théorie du codage. Pour Nicolae Constantinescu il s'agit d'une « description claire et concise des concepts du codage, en particulier du codage sans perte, du point de vue de la corrélation avec les statistiques au sens de la longueur des mots de code ».  
Avec plusieurs collaborateurs, elle a obtenu des résultats, sur l'identifiabilité de modèles de Markov cachés nonparamétriques, montrant ainsi que la structure de dépendance des données permet de façon inattendue une identification des composantes du modèle, impossible sans dépendance (par exemple dans un modèle de mélange).   
Enfin, ses travaux sur la structure géométrique des modèles de mélange ont permis une meilleure compréhension de ces modèles. Dès 1997, en collaboration avec Didier Dacunha-Castelle (d), elle propose, une paramétrisation localement conique qui leur permet d'étudier la statistique du test du rapport de vraisemblance avec des applications notables à l'estimation de l'ordre d'un modèle de mélange et à l'estimation de l'ordre d'un processus ARMA. Avec Ramon van Handel (d), elle poursuit dans cette compréhension quantitative fine de la structure géométrique locale des mélanges de population. Elle cherche notamment à obtenir selon Pedro Martín Jiménez les limites de ce que l'on appelle l'entropie globale et l'entropie locale. 

## Prises de position
En 2018, elle s'inquiète de l'absence d'attractivité de la recherche en France, qui amène les titulaires d'un doctorat en mathématiques à partir à l'étranger.

## Publications
Élisabeth Gassiat est l'autrice d'une centaine de publications dont :

### Ouvrages
- Élisabeth Gassiat, Codage universel et identification d'ordre par sélection de modèles, Société mathématique de France, coll. « Collection SMF », 2014 (ISBN 978-2-85629-782-7).
- Élisabeth Gassiat, Universal Coding and Order Identification by Model Selection Methods, Springer International Publishing, coll. « Springer Monographs in Mathematics », 2018 (ISBN 978-3-319-96261-0 et 978-3-319-96262-7, DOI 10.1007/978-3-319-96262-7, lire en ligne).

### Articles scientifiques
- (en) « The local geometry of finite mixtures », Transactions of the American mathematical society,‎ 2014 (lire en ligne)
- (en) « Maximum likelihood for blind separation and deconvolution of noisy signals using mixture models », International Conference on Acoustics, Speech, and Signal Processing,‎ 1997 (lire en ligne, consulté le 13 octobre 2023)
- D. Dacunha-Castelle et E. Gassiat, « Testing the order of a model using locally conic parametrization: population mixtures and stationary ARMA processes », The Annals of Statistics, vol. 27, no 4,‎ août 1999, p. 1178–1209 (ISSN 0090-5364 et 2168-8966, DOI 10.1214/aos/1017938921, lire en ligne, consulté le 13 octobre 2023)
- (en) Jean-Marc Azaïs, Élisabeth Gassiat et Cécile Mercadier, « The likelihood ratio test for general mixture models with or without structural parameter », ESAIM: Probability and Statistics, vol. 13,‎ juillet 2009, p. 301–327 (ISSN 1292-8100 et 1262-3318, DOI 10.1051/ps:2008010, lire en ligne, consulté le 13 octobre 2023)
- (en) E. Gassiat, A. Cleynen et S. Robin, « Inference in finite state space non parametric Hidden Markov Models and applications », Statistics and Computing, vol. 26, no 1,‎ 1er janvier 2016, p. 61–71 (ISSN 1573-1375, DOI 10.1007/s11222-014-9523-8, lire en ligne, consulté le 13 octobre 2023)

### Brevet
- Thierry Dumont et Elisabeth Gassiat, Procédé de mise à jour continue d'un paramètre représentatif d'une grandeur physique dépendant de sa localisation, et dispositif associé, 8 octobre 2013 (lire en ligne)

## Hommages et distinctions
Le 29 mars 2013, Élisabeth Gassiat est nommée au grade de chevalier dans l'ordre national de la Légion d'honneur au titre de « professeure des universités de mathématiques ; 26 ans de services ». Le 25 octobre 2013, elle est faite chevalier de l'ordre puis promue au grade d'officier le 13 juillet 2023 au titre de « mathématicienne, professeure des universités à l'université Paris-Saclay ».
En 2020, elle est nommée membre senior de l'Institut universitaire de France.
En 2023, l'Institut de mathématique d'Orsay organise un colloque international : Élisabeth Gassiat - un chemin dans la statistique moderne : 3 jours en l'honneur d'Élisabeth Gassiat pour son 62e anniversaire.